# Dasybasis perdignata
Dasybasis perdignata är en tvåvingeart som först beskrevs av Krober 1934.  Dasybasis perdignata ingår i släktet Dasybasis och familjen bromsar. Inga underarter finns listade i Catalogue of Life.